# Hakan Yavuz
Hakan Yavuz (* 15. Oktober 1997 in Bursa) ist ein türkischer Fußballspieler.

## Karriere
Yavuz spielte in seiner Jugend bei İnegölspor, Burgazspor und von 2015 bis 2018 für Bursaspor, für dessen U-21 er einige Spiele bestritt. Er wurde 2018 an das Farmteam von Bursaspor Yeşil Bursa SK verkauft, hier sammelte er erste Erfahrungen in der Viertliga-Saison 2017/18. Im selben Jahr noch kaufte ihn Bursaspor zurück, er kam jedoch zu keinem Einsatz für die erste Mannschaft, so wechselte er anschließend zu Eyüpspor.